# 费尔南多-法尔康
费尔南多-法尔康是巴西马拉尼昂州的一个市镇。总面积3506.445平方公里，总人口6093人，人口密度1.7人/平方公里。